# Forsvarets Medalje for International Tjeneste
Forsvarets Medalje for International Tjeneste blev indstiftet i 2010 som en anerkendelse af civilt og militært personel i Forsvaret, der har forrettet tjeneste i en international mission og tildeles af Forsvarschefen. Medaljen kan også tildeles andre danskere og udlændinge der har ydet en særlig fortjent international indsats for Danmark. Medaljen overrækkes typisk samtidig med tilsvarende missionsmedalje fra eksempelvis NATO.
Frem til 2010 modtog årets udsendte Forsvarets Medalje - der egentlig var tiltænkt fortjenstfuld indsats udenfor rigets grænser - som anerkendelse for deltagelse i en international operation. I 2007 anerkendtes behovet for et antal medaljer der kunne afløse denne medalje i forskellige henseende, heriblandt for international tjeneste og i 2015 kom Forsvarets Medalje for International Tjeneste 1948-2009 som en anerkendelse af personel i Forsvaret, der har deltaget i en international mission i perioden 1948-2009.
Medaljen er rund, lavet af sølv og er udformet med rigsvåbnets tre løver og 9 søblade. På bagsiden af medaljen indgraveres missionens navn og årstal. Medaljens krydsbånd er rødt med et antal hvide striber i variererende placeringer og tykkelser, der angiver hver enkelt missionsområde. Ved gengangertjeneste i i samme mission tildeles et 2-tal af sølv, ved tredje udsendelse et 3-tal og så fremdeles.

## Missioner
| Forsvarets Medalje for International Tjeneste | Forsvarets Medalje for International Tjeneste | Forsvarets Medalje for International Tjeneste |
| Ordensbånd                                    | Område                                        | Mission                                       |
| --------------------------------------------- | --------------------------------------------- | --------------------------------------------- |
|                                               | Afrika                                        | OOS / AGENOR                                  |
|                                               | Afghanistan                                   | ISAF                                          |
|                                               | Irak                                          | OIR                                           |
|                                               | Kosovo                                        | KFOR                                          |
|                                               | Libanon                                       | UNIFIL                                        |
|                                               | Libyen                                        | OUP / RECLIB                                  |
|                                               | Syrien                                        | RECSYR                                        |